# Al Munirah (huyện)
Huyện Al Munirah là một huyện thuộc tỉnh Al Hudaydah, Yemen. Đến thời điểm năm 2003, huyện này có dân số 37183 người